# MMM Toamasina
MMM Toamasina, właśc. Mpiasa Mpianatra Miraka Toamasina – madagaskarski klub piłkarski mający swą siedzibę w Toamasinie, grający niegdyś w pierwszej lidze madagaskarskiej. 
Dwukrotny zdobywca tytułu mistrza Madagaskaru (1970, 1980).
Rok po zdobytych tytułach mistrzowskich, zespół MMM Toamasina brał udział w Afrykańskiej Lidze Mistrzów. W edycji z 1971 roku, spotkał się w pierwszej rundzie z mistrzem Lesotho, czyli Maseru United. Madagaskarczycy wygrali w dwumeczu 5–3. W kolejnej rundzie przegrali w dwumeczu z mistrzem Ghany (z zespołem Accra Great Olympics FC) wynikiem 2–5. Zawodnicy klubu z Madagaskaru wygrali jednak 2–1 mecz u siebie (na wyjeździe przegrali 0–4).
10 lat później, trafili w pierwszej rundzie na mistrza Mozambiku, CD Costa do Sol. Madagaskarczycy zostali wyeliminowani 2–6 (u siebie przegrali 2–4, a na wyjeździe 0–2).

## Sukcesy
- I liga[1]:
  - mistrzostwo (2):  1970, 1980.

## Występy w afrykańskich pucharach
| Sezon | Rozgrywki       | Runda | Kraj     | Klub                    | Dom | Wyjazd | Dwumecz |
| ----- | --------------- | ----- | -------- | ----------------------- | --- | ------ | ------- |
| 1971  | Puchar Mistrzów | 1     | Lesotho  | Maseru United           | 3–2 | 2–1    | 5–3     |
| 1971  | Puchar Mistrzów | 1     | Ghana    | Accra Great Olympics FC | 2–1 | 0–4    | 2–5     |
| 1981  | Puchar Mistrzów | 1     | Mozambik | CD Costa do Sol         | 2–4 | 0–2    | 2–6     |

## Stadion
Domowe mecze klub rozgrywa na stadionie o nazwie Stade de Barikadimy w Toamasinie, który może pomieścić 20000 widzów.